# Vieille garde bolchevique
Vieux bolcheviques ou vieux bolcheviks (en russe : ста́рый большеви́к, stary bolchevik) ou Vieille garde du parti, est une désignation non officielle d'un membre de la faction bolchevique du Parti ouvrier social-démocrate de Russie avant la révolution russe de 1917. De nombreux vieux bolcheviques sont devenus des hommes politiques et des bureaucrates de premier plan en Union soviétique et au sein du Parti communiste au pouvoir. La plupart sont morts au fil des années de causes naturelles, mais un certain nombre ont été chassés du pouvoir ou exécutés à la fin des années 1930 lors des Grandes Purges menées par Joseph Staline.

## Histoire

### Définition
Initialement, le terme « vieux bolchevik » (ста́рый большеви́к, stary bolchevik) désigne les bolcheviks ayant adhéré au Parti travailliste social-démocrate russe avant 1905. Le 13 février 1922, la Société des vieux bolcheviks (Общество старых большевиков) de l'Istpart (Commission d'étude de l'histoire de la révolution d'octobre et du PCR(b)) est créée sous la présidence de Mikhaïl Olminsky. Le premier statut exige une adhésion avant le 1er janvier 1905, avec l'admission dans certains cas d'autres sociaux-démocrates ayant la même durée de carrière et ayant rejoint les bolcheviks par la suite. Au départ, on dénombre 64 membres. Elle est ensuite rebaptisée Société de l'Union. Le statut de 1931 exige une adhésion continue au parti pendant au moins 18 ans, avec des exceptions accordées par le présidium de la société (approuvées par le conseil de la société). En 1934, la Société compte plus de 2 000 membres. La Société de l'Union s'est dissoute d'elle-même en 1935, annonçant qu'elle avait « achevé ses tâches ». Vladimir Lénine parle de « l'autorité énorme et sans partage de cette couche la plus mince, que l'on peut appeler la vieille garde du parti ». Les vieux bolcheviks qui faisaient partie du cercle rapproché de Lénine ou qui travaillaient directement avec lui formaient une sous-désignation connue sous le nom de Garde de Lénine (Ленинская гвардия, leninskaïa gvardiia).
Vadim Rogovine cite les statistiques publiées par le 13e Congrès du Parti communiste russe (bolcheviks) selon lesquelles, en 1924, sur 600 000 membres du Parti, 0,6 % y ont adhéré avant 1905, 2 % en 1906-1916 et moins de 9 % en 1917. Au fil du temps, la définition des « vieux bolcheviks » s'est assouplie. Par exemple, selon un livre soviétique de D. A. Tchougaïev de 1972, en 1922, il y avait jusqu'à 44 148 vieux bolcheviks.

### Présence en Union soviétique

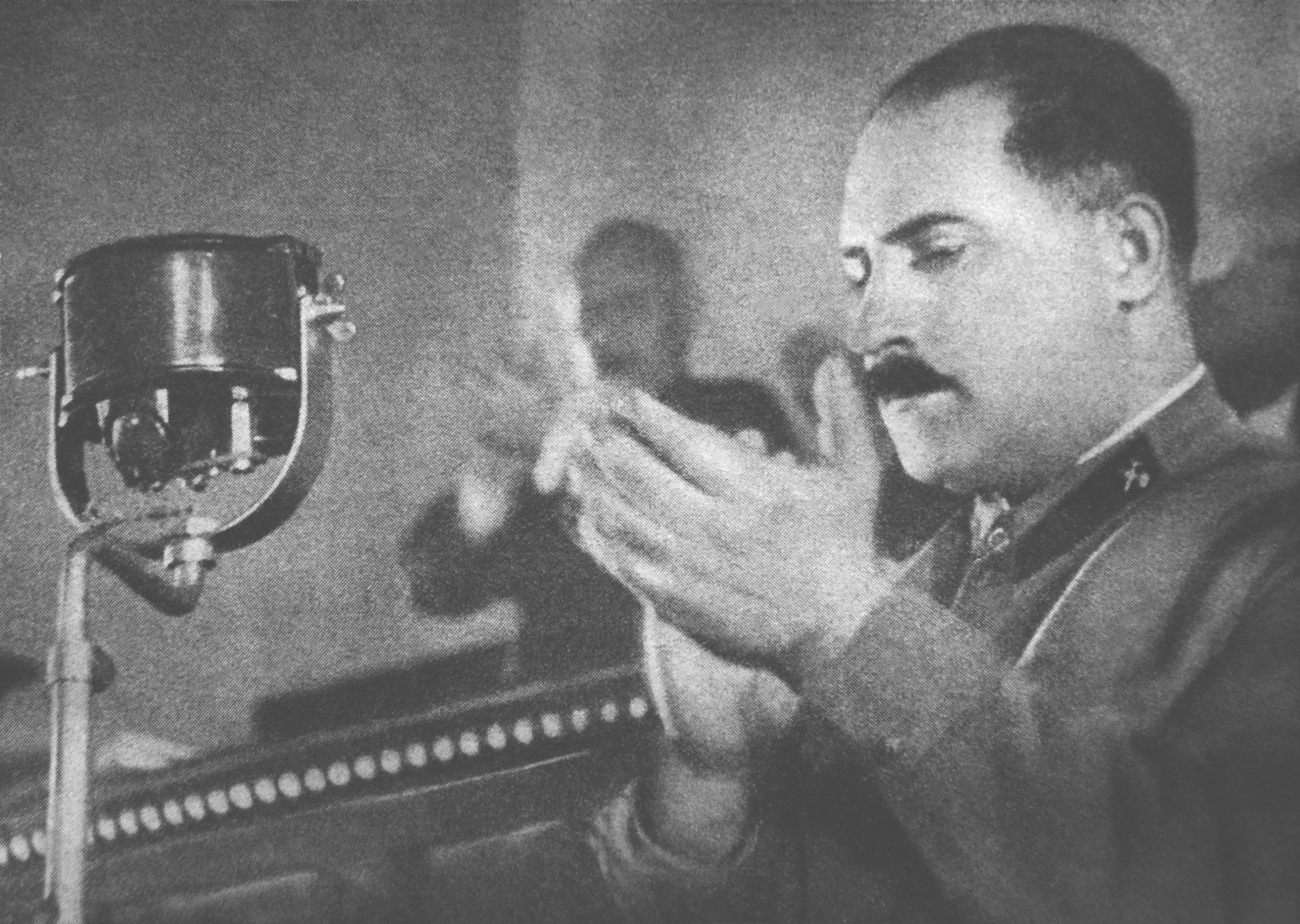
Lazare Kaganovitch (1893-1991) rejoint le parti bolchevique en 1911, survit aux purges de Staline et meurt cinq mois seulement avant la dissolution de l'Union soviétique.

À la fin de la Révolution russe en 1923, les vieux bolcheviks occupent de nombreux postes importants dans l'appareil d'État de l'Union soviétique, de ses républiques constituantes et du PCUS au pouvoir. Au milieu des années 1930, le secrétaire général Joseph Staline et les hauts gradés du parti prédisent que des bouleversements sociaux majeurs se produiraient à la suite du processus de collectivisation forcée depuis 1928 et de la famine soviétique de 1931-1933.
Staline, lui-même vieux bolchevik, craint que les vieux bolcheviks soient en mesure d'exploiter les bouleversements en cours et d'utiliser leur prestige pour le destituer. Staline utilise l'assassinat de Sergueï Kirov en 1934 comme prétexte pour purger le parti et évince une grande partie des vieux bolcheviks survivants des postes de pouvoir lors de la Grande Purge de 1936 à 1938. Les vieux bolcheviks visés sont condamnés lors d'une série de procès-spectacles connus sous le nom de procès de Moscou, puis exécutés pour trahison ou envoyés comme prisonniers aux camps de travail du Goulag. En 1938, le nombre de vieux bolcheviks restés au pouvoir (en dehors de Staline lui-même) est faible et les postes vacants sont occupés par une jeune génération de membres du parti. Dans ses mémoires, Khrouchtchev soutient que les purges généralisées menées par Staline contre le « noyau le plus avancé du peuple » parmi les vieux bolcheviks et les personnalités de premier plan dans les domaines militaire et scientifique avaient « sans aucun doute » affaibli la nation.
Le nom de vieux bolchevik était parfois utilisé comme désignation : une maison d'édition, plusieurs bateaux à vapeur, des bateaux à moteur, des kolkhozes et des lieux habités,,.

## Sort de certains vieux bolcheviks (liste non exhaustive)
CC signifie Comité central du Parti communiste.

### Morts avant la purge
|                         | Né   | Décédé | Remarques                                                                                     |
| ----------------------- | ---- | ------ | --------------------------------------------------------------------------------------------- |
| Vladimir Lénine         | 1870 | 1924   | Principal dirigeant bolchevique                                                               |
| Iakov Sverdlov          | 1885 | 1919   | Président du Secrétariat du Parti bolchevique                                                 |
| Félix Dzerjinski        | 1877 | 1926   | Président de la Tchéka                                                                        |
| Stepan Chahoumian       | 1878 | 1918   | fondateur de plusieurs journaux, portait le titre de « Lénine du Caucase »                    |
| Machadi Azizbeyov (en)  | 1876 | 1918   | Commissaire adjoint du peuple aux affaires intérieures du Caucase, a occupé plusieurs postes  |
| Mikhaïl Olminsky (ru)   | 1863 | 1933   | L'un des plus proches confidents de Lénine dès 1904                                           |
| Anatoli Lounatcharski   | 1875 | 1933   | A occupé plusieurs postes, a rejoint les bolcheviks peu après la scission avec les mencheviks |
| Kamo                    | 1882 | 1922   | Rôle central dans les braquages de banques                                                    |
| Roman Malinovski        | 1876 | 1918   | Premier membre du CC et infiltrateur de l'Okhrana                                             |
| Souren Spandarian       | 1882 | 1916   |                                                                                               |
| Ivan Skvortsov-Stepanov | 1870 | 1928   |                                                                                               |
| Victor Noguine          | 1878 | 1924   |                                                                                               |
| Leonid Krassine         | 1870 | 1926   | Élu membre du CC en 1903                                                                      |
| Lev Karpov              | 1879 | 1921   | Élu membre du CC en 1904                                                                      |

### Personnes exécutées lors de la Purge
|                        | Né   | Décédé | Remarques                                                                                             |
| ---------------------- | ---- | ------ | --- |
| Nikolaï Boukharine     | 1888 | 1938   | Éminent dirigeant bolchevique, fondateur de l'opposition de droite                                    |
| Avel Enoukidzé         | 1877 | 1937   | "Vieux bolchevik" géorgien et membre du Comité central du Parti communiste de toute l'Union à Moscou. |
| Grigori Zinoviev       | 1883 | 1936   | |
| Lev Kamenev            | 1883 | 1936   | |
| Béla Kun               | 1886 | 1938   | Dirigeant de l'éphémère République soviétique hongroise en 1919                                       |
| Alexeï Rykov           | 1881 | 1938   | |
| Karl Radek             | 1885 | 1939   | |
| Mikhaïl Tomski         | 1880 | 1936   | S'est suicidé avant son procès                                                                        |
| Martemyan Rioutine     | 1890 | 1937   | |
| Ivan Smirnov           | 1881 | 1936   | |
| Ivar Smilga            | 1892 | 1938   | |
| Arkady Rosengolts      | 1889 | 1938   | Rejoint les bolcheviks en 1905, chef militaire pendant la révolution de 1917                          |
| Evgueni Preobrajenski  | 1886 | 1937   | |
| Alexandre Smirnov (en) | 1877 | 1938   | |
| Nikolaï Krestinski     | 1883 | 1938   | Élu membre du CC début 1917                                                                           |
| Alexandre Chliapnikov  | 1885 | 1937   | |
| Andreï Boubnov         | 1883 | 1938   | |
| Varvara Iakovleva      | 1884 | 1941   | Élue membre du CC en 1917                                                                             |
| Alexandre Chotman (en) | 1880 | 1937   | Élu membre du CC en 1913                                                                              |
| Alexandre Beloborodov  | 1891 | 1938   | |
| Lev Karakhan           | 1889 | 1937   | Rejoint les bolcheviks en mai 1917                                                                    |
| Jan Sten (en)          | 1899 | 1937   | Rejoint les bolcheviks en 1914                                                                        |

### Personnes ayant survécu aux purges
|                                  | Né   | Décédé | Remarques |
| -------------------------------- | ---- | ------ | --- |
| Joseph Staline                   | 1878 | 1953   | Dirigeant de l'URSS de 1924 à 1953 |
| Mikhaïl Kalinine                 | 1875 | 1946   | |
| Viatcheslav Molotov              | 1890 | 1986   | |
| Kliment Vorochilov               | 1881 | 1969   | |
| Lazare Kaganovitch               | 1893 | 1991   | Le dernier vieux bolchevik survivant |
| Anastase Mikoïan                 | 1895 | 1978   | |
| Elena Stassova                   | 1873 | 1966   | L'un des principaux dirigeants du parti du vivant de Lénine                                                                                 |
| Alexandra Kollontaï              | 1872 | 1952   | |
| Nadejda Kroupskaïa               | 1869 | 1939   | Commissaire adjoint à l'éducation de 1929 à 1939 et largement considéré comme l'architecte du système éducatif soviétique. Épouse de Lénine |
| Nikolaï Chvernik                 | 1888 | 1970   | Rejoint les bolcheviks en 1905, en 1910 il est membre du conseil d'administration de l'Union des métallurgistes de Saint-Pétersbourg.       |
| Andreï Andreïev                  | 1895 | 1971   | Membre du comité des bolcheviks de Petrograd en 1915-1916                                                                                   |
| Maxime Litvinov                  | 1876 | 1951   | Rejoint les bolcheviks en 1903 et discute personnellement avec Lénine, puis participe au braquage de la banque de Tiflis.                   |
| Alexandre Poskrebychev           | 1891 | 1965   | Secrétaire de la division locale du parti bolchevique début 1917                                                                            |
| Cécilia Bobrovskaïa (en)         | 1873 | 1960   | Connaissait Lénine et travaillait à l'Iskra. A été impliqué dans les comités du parti de Serpoukhov et de Moscou en 1917                    |
| Klavdia Nikolaïeva               | 1893 | 1944   | A rejoint les bolcheviks en 1909, rédacteur en chef de Rabotnitsa, qui a rallié les femmes contre le capitalisme                            |
| Matveï Mouranov                  | 1873 | 1959   | Élu membre du CC en 1917 |
| Alexeï Badaïev (en)              | 1883 | 1951   | Élu membre du CC en 1914 |
| Rosalia Zemliatchka              | 1876 | 1947   | Élue membre du CC en 1903 |
| Grigori Petrovski                | 1878 | 1958   | Élu membre du CC en 1913 |
| Nikolaï Aleksandrovitch Semachko | 1878 | 1949   | Élu membre du CC en 1907 |
| Dora Lazourkina (en)             | 1884 | 1974   | |